# Javier Azagra Labiano

Bischofswappen von Javier Azagra Labiano

Javier Azagra Labiano (* 24. Januar 1923 in Pamplona; † 16. November 2014) war ein spanischer Geistlicher und römisch-katholischer Bischof von Cartagena.

## Leben
Javier Azagra Labiano studierte Philosophie und Theologie am Seminar von Pamplona und empfing am 23. Juli 1950 die Priesterweihe. Nach einem Studienabschluss in Theologie an der Päpstlichen Universität von Salamanca im Jahr 1951 absolvierte er ein Doktoratsstudium in Kirchenrecht an der Päpstlichen Universität Gregoriana in Rom im Jahr 1954. Er war Vikar der Pfarrei Caparroso und Tafalla in Navarra (1954–1958) und Diözesankaplan der  Consiliario diocesano de JACE und der Movimiento Rural  in Pamplona. Javier Azagra Labiano war Bischofsvikar in Málaga (1967–1968) und Diözesanpastoralvikar in Pamplona (1968–1970).
Papst Paul VI. ernannte ihn am 17. Juli 1970 zum Weihbischof in Cartagena und Titularbischof von Lacubaza. Der Erzbischof von Pamplona-Tudela, Arturo Kardinal Tabera CMF, spendete ihm am 7. Oktober desselben Jahres die Bischofsweihe; Mitkonsekratoren waren Miguel Roca Cabanellas, Bischof von Cartagena, und Javier Osés Flamarique, Weihbischof in Huesca.
Am 23. September 1978 wurde er durch Papst Johannes Paul I. zum Bischof von Cartagena ernannt. Am 20. Februar 1998 nahm Papst Johannes Paul II. seinen altersbedingten Rücktritt an.
In der spanischen Bischofskonferenz CEE war er Mitglied der Kommissionen für Migration (1972–1978) und für das Laienapostolat (1978–1999) sowie Jugendarbeit (1984–1999).

## Ehrungen
- Ehrentitel Hijo Predilecto de Murcia
- Ehrentitel Hijo Predilecto de Molina de Segura
- Ehrentitel Abuelo del Año
- Ehrentitel Gigantes de Honor en Abarán
- Ehrendoktorwürde der Katholischen Universität San Antonio in Murcia